# Ray et Liz
Pour plus de détails, voir Fiche technique et Distribution.
Ray et Liz (Ray and Liz) est un film britannique tourné en 2018 et sorti en France le 10 avril 2019. Ray et Liz est le premier long-métrage du photographe Richard Billingham. Le film, inspiré de sa famille, dépeint l'enfance troublée du réalisateur dans le « Black Country » des Midlands de l'Ouest pendant l'ère Thatcher, où il vivait avec ses parents et son jeune frère. En 1996, Richard Billingham avait déjà publié le livre Ray's a Laugh qui regroupait une sélection de photographies de sa famille.

## Synopsis
Dans les années 90, l'alcool et la solitude rend le père de Richard, Ray, prisonnier de sa propre chambre.
Une décennie plus tôt, Richard vivait avec son jeune frère, Jason, et ses deux parents, Raymond « Ray » et Elizabeth « Liz », dans un appartement décrépi en périphérie de Birmingham. Si leur quotidien est brutal et laborieux, la famille Billingham se livre à des habitudes extrêmes en se débrouillant tant bien que mal au sein d'une existence déterminée par des facteurs qu’elle ne maitrise pas.

## Fiche technique
- Titre : Ray et Liz
- Titre original : Ray and Liz
- Société de production : Primitive Film
- Producteurs : Jacqui Davies, Greg McManus, Adam Partridge, Ed Talfan
- Réalisation et scénario : Richard Billingham
- Photographie : Daniel Landin
- Pays d'origine :  Royaume-Uni
- Format : couleurs – Format 16 mm
- Genre : drame
- Durée : 108 minutes
- Société de distribution : Potemkine Films (France)
- Dates de sortie[2] : 
  -  Suisse : 5 août 2018 (festival international du film de Locarno)
  -  Royaume-Uni : 8 mars 2019
  -  France : 10 avril 2019
  -  Allemagne : 9 mai 2019

## Distribution
- Patrick Romer : Ray, âgé
- Richard Ashton : Sid
- Ella Smith : Liz
- Justin Salinger : Ray
- Jacob Tuton : Richard, dix ans
- Callum Slater : Jason, deux ans
- Tony Way : Lawrence
- Sam Gittins : William
- Sam Plant : Richard, seize ans
- Joshua Millard-Lord : Jason, neuf ans
- Deirdre Kelly : Liz âgée

## Production

### Genèse et développement
En 1996, Richard Billingham rencontre un succès immédiat avec son livre Ray's a Laugh, dont les photographies prises au temps de sa jeunesse exposent l’intimité de son quotidien familial difficile.
Son père, Ray, est alcoolique. Liz, sa mère irritable, fume des cigarettes abondamment. Ils ont perdu leur emploi et leur place dans la société, coulent dans une misère où seuls les services sociaux leur permettent de subsister.
Basé sur les souvenirs de Billingham lui-même, Ray et Liz concentre son attention sur ses parents, les relations familiales complexes qu'ils partagent et l’impact qu’elles ont sur Richard et son frère cadet Jason.

### Musique
Le film inclut plusieurs chansons dont Some of Your Lovin (1965) de Dusty Springfield, 'Happy House (1980) de Siouxsie and the Banshees, Pass the Dutchie (1982) de Musical Youth et Good Thing (1988) de Fine Young Cannibals.

## Sortie

### Accueil critique
Lors de sa sortie au Royaume-Uni en mars 2019, le film suscite un vif enthousiasme critique. The Irish Times parle d'un film « beau, poignant et sans compromis » dans une chronique notée 5 étoiles sur 5. Time Out le présente comme « un premier film formidable », avec une « authenticité » et une « superbe cinématographie ». Variety parle d'un « cinéma rare et remarquable ». The Independent parle d'un film « émouvant et touché par la grâce ». The Telegraph le décrit comme un « portrait sombre et amusant » d'une famille dans « une Grande-Bretagne qui ne devrait plus exister ». The Guardian loue le film comme un « extraordinaire album de famille ramené à la vie », et The Times salue son « authenticité vivifiante ». Ray et Liz reçoit ensuite le prix du meilleur premier film européen lors de la 24e édition du Festival international du film de Vilnius.
Lors de sa sortie française, le mensuel Les Cahiers du Cinéma le classe film du mois: « Billingham tire l'inverse de la chronique ou du reportage voyeuriste », Ray et Liz « est une œuvre hantée [...] qui recèlent les secrets d'une enfance solitaire » et est « un grand film d'amour fou ». Télérama le décrit comme un film « magnifique et mélancolique ». Le Monde salue la démarche du réalisateur pour son premier film et écrit : « En ne dissimulant rien des errements de ses parents, Billingham pose sur eux un regard paradoxal, à la fois tendre et cruel ». Pour Libération : « Billingham aime ses personnages indignes, ce qui sauve son film. ».

## Distinctions

### Récompenses[19]
- Festival international du film de Toronto 2018 :  sélection officielle
- Festival du film de Locarno : mention spéciale du jury[20].
- Batumi International Film Festival : Grand Prix
- British Independent Film Awards : prix Douglas Hickox (premier film)
- Lisbon & Estoril Film Festival : mention spéciale du jury – meilleur réalisateur
- Festival du nouveau cinéma de Montréal : prix de l'expérimentation – mention spéciale
- Festival international du film de Thessalonique : prix Golden Alexander
- Festival Europeo de Cine de Sevilla : Grand Prix du Jury
- Festival du film d’El Gouna : prix Silver Star

### Sélection
- Festival international du film Nouveaux Horizons 2019 : sélection en compétition.